# Art of the Steal
Pour plus de détails, voir Fiche technique et Distribution.
Art of the Steal (The Art of the Steal) est une comédie canadienne écrite et réalisée par Jonathan Sobol (en), sortie en 2013.

## Synopsis
Nicky est le chef d'un gang de piètre envergure qui est spécialisé dans le vol d’œuvre d'art. Ils décident de doubler la mafia qui désire réaliser une expertise d'un tableau volé de Gauguin : l’échanger par une copie et garder l’original. Malheureusement, le plan se passe mal et Nicky se voit dans l’obligation de balancer son frère Crunch aux policiers polonais. Celui-ci, à sa sortie de prison, n'a qu'une envie : se venger.

C'est le moment que choisit Nicky pour reformer sa bande pour un dernier coup.

## Fiche technique
Sauf indication contraire, les informations mentionnées dans cette section peuvent être confirmées par la base de données cinématographiques IMDb,  présente dans la section « Liens externes ».
- Titre original : The Art of the Steal
- Titre français : Art of the Steal
- Réalisation et scénario : Jonathan Sobol (en)
- Direction artistique : Matthew Davies
- Décors : Peter Emmink
- Costumes :
- Montage : Geoff Ashenhurst
- Musique :
- Photographie : Adam Swica
- Son :
- Production : Nicholas Tabarrok
- Sociétés de production : Darius Films
- Sociétés de distribution :  Dimension Films
- Budget :
- Pays d’origine :  Canada
- Langue originale : anglais
- Format : couleur - 35 mm - 1,85:1 - son Dolby numérique
- Genre : Comédie
- Durée : 90 minutes
- Date de sortie : 
  -  Canada : 20 septembre 2013
  -  États-Unis : 14 mars 2014
  -  France : 15 octobre 2014 (DVD)

## Distribution
- Kurt Russell (VF : Philippe Vincent) : « Crunch » Calhoun
- Jay Baruchel (VF : Donald Reignoux) : Francie Tobin
- Chris Diamantopoulos (VF : Fabien Jacquelin) : Guy de Cornet
- Matt Dillon (VF : Maurice Decoster) : Nicky Calhoun
- Katheryn Winnick (VF : Barbara Beretta) : Lola
- Terence Stamp (VF : Georges Claisse) : Samuel Winter
- Devon Bostick : Ponch
- Jason Jones : Agent Bick
- Kenneth Welsh : oncle Paddy McCarthy
- Eugene Lipinski : Bartkowiak
- Camilla Scott (en) (VF : Anne Rondeleux) : Olga
- Karyn Dwyer : Ginger
- Joe Pingue : Carmen
- Dax Ravina : Sunny

Source et légende : Version française (VF) sur RS Doublage

## Distinctions

### Nominations
- Festival international du film de Toronto 2013 : sélection « Gala Presentations »